# Camarothorax bimasculinus
Camarothorax bimasculinus är en stekelart som först beskrevs av Joseph 1961.  Camarothorax bimasculinus ingår i släktet Camarothorax och familjen fikonsteklar. Inga underarter finns listade.